# Mimmo Poli
Mimmo Poli, all'anagrafe Domenico Poli (Roma, 11 aprile 1920 – Roma, 4 aprile 1986), è stato un attore italiano.

## Biografia
È stato uno dei più noti e attivi caratteristi del cinema italiano; in trentacinque anni di carriera vantava una filmografia sterminata essendo apparso in oltre 200 film. Cominciò sin da giovane calcando i palcoscenici e recitando in dialetto romanesco.
Nel 1951 ebbe una piccola parte nel film Totò e i re di Roma, diretto da Mario Monicelli. Da allora divenne un volto particolarissimo, amato tanto da Totò quanto da Federico Fellini. Compare ovunque, dove serve un barista, uno scaricatore, un detenuto, dai film del Monnezza a quelli di Bernardo Bertolucci.
Tra le pellicole più rilevanti: Il cappotto (1952) di Alberto Lattuada; Totò a colori (1952) di Steno; Stazione Termini (1953) di Vittorio De Sica; Il tesoro dell'Africa di John Huston; Le notti di Cabiria (1957) di Federico Fellini; Poveri ma belli (1957) di Dino Risi; Arrangiatevi (1959) di Mauro Bolognini; Totò, Peppino e... la dolce vita (1961) di Sergio Corbucci; Vanina Vanini (1961) di Roberto Rossellini. Apparve anche in molti film di Franco Franchi e Ciccio Ingrassia. A causa di gravi problemi di salute, fu costretto ad abbandonare le scene a metà anni ottanta: l'ultima apparizione risale al 1985, con I soliti ignoti vent'anni dopo. Morì nel 1986, a 65 anni, colpito da un infarto.

## Filmografia

Mimmo Poli in Un dollaro di fifa

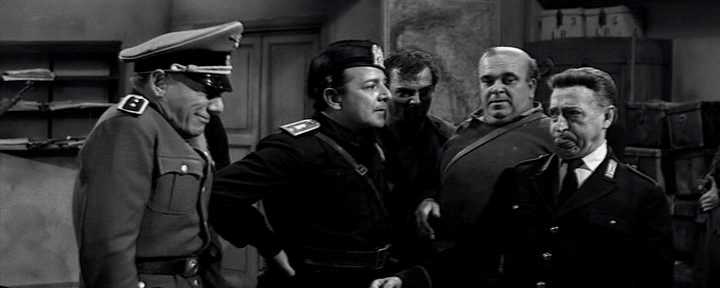
Mimmo Poli tra Gianni Agus e Totò nel film I due marescialli

- Totò e i re di Roma, regia di Steno e Mario Monicelli (1951)
- Licenza premio, regia di Max Neufeld (1951)
- Anna, regia di Alberto Lattuada (1951)
- Sette ore di guai, regia di Vittorio Metz, Marcello Marchesi (1951)
- Il tallone d'Achille, regia di Mario Amendola e Ruggero Maccari (1952)
- Inganno, regia di Steno e Mario Monicelli (1952)
- I tre corsari, regia di Mario Soldati (1952)
- Totò a colori, regia di Steno (1952)
- Il cappotto, regia di Alberto Lattuada (1952)
- Totò e le donne, regia di Steno e Mario Monicelli (1952)
- I sette dell'Orsa maggiore, regia di Duilio Coletti (1953)
- Il tesoro dell'Africa (Beat the Devil), regia di John Huston (1953)
- Vacanze romane (Roman Holiday), regia di William Wyler (1953)
- Ulisse, regia di Mario Camerini (1954)
- Mi permette, babbo!, regia di Mario Bonnard (1956)
- Mio figlio Nerone, regia di Steno (1956)
- Una pelliccia di visone, regia di Glauco Pellegrini (1956)
- Totò lascia o raddoppia?, regia di Camillo Mastrocinque (1956)
- Totò, Peppino e i fuorilegge, regia di Camillo Mastrocinque (1956)
- Il corsaro della mezza luna, regia di Giuseppe Maria Scotese (1957)
- La zia d'America va a sciare, regia di Roberto Bianchi Montero (1957)
- Le notti di Cabiria, regia di Federico Fellini (1957)
- Rascel-Fifì, regia di Guido Leoni (1957)
- Amore e chiacchiere, regia di Alessandro Blasetti (1957)
- Afrodite, dea dell'amore, regia di Mario Bonnard (1958)
- Il bacio del sole (Don Vesuvio), regia di Siro Marcellini (1958)
- Fortunella, regia di Eduardo De Filippo (1958)
- I soliti ignoti, regia di Mario Monicelli (1958)
- Perfide ma... belle, regia di Giorgio Simonelli (1958)
- Ladro lui, ladra lei, regia di Luigi Zampa (1958)
- Totò a Parigi, regia di Camillo Mastrocinque (1958)
- Arrangiatevi, regia di Mauro Bolognini (1959)
- Il figlio del corsaro rosso, regia di Primo Zeglio (1959)
- Il moralista, regia di Giorgio Bianchi (1959)
- La cento chilometri, regia di Giulio Petroni (1959)
- La duchessa di Santa Lucia, regia di Roberto Bianchi Montero (1959)
- La notte brava, regia di Mauro Bolognini (1959)
- Tutti innamorati, regia di Giuseppe Orlandini (1959)
- Tipi da spiaggia, regia di Mario Mattoli (1959)
- Il vedovo, regia di Dino Risi (1959)
- Il mattatore, regia di Dino Risi (1960)
- A qualcuna piace calvo, regia di Mario Amendola (1960)
- Caccia al marito, regia di Marino Girolami (1960)
- Ferragosto in bikini, regia di Marino Girolami (1960)
- I Teddy boys della canzone, regia di Domenico Paolella (1960)
- Il mio amico Jekyll, regia di Marino Girolami (1960)
- Il principe fusto, regia di Maurizio Arena (1960)
- La baia di Napoli (It started in Naples), regia di Melville Shavelson (1960)
- La strada dei giganti, regia di Guido Malatesta (1960)
- Messalina Venere imperatrice, regia di Vittorio Cottafavi (1960)
- Totò, Fabrizi e i giovani d'oggi, regia di Mario Mattoli (1960)
- Un dollaro di fifa, regia di Giorgio Simonelli (1960)
- Morgan il pirata, regia di André De Toth e Primo Zeglio (1960)
- Fra' Manisco cerca guai..., regia di Armando William Tamburella (1961)
- I due marescialli, regia di Sergio Corbucci (1961)
- Il carabiniere a cavallo, regia di Carlo Lizzani (1961)
- Il federale, regia di Luciano Salce (1961)
- La ragazza sotto il lenzuolo, regia di Marino Girolami (1961)
- La vendetta della maschera di ferro, regia di Francesco De Feo (1961)
- Le ambiziose, regia di Tony Amendola (1961)
- Le avventure di Mary Read, regia di Umberto Lenzi (1961)
- Le magnifiche 7, regia di Marino Girolami (1961)
- Romolo e Remo, regia di Sergio Corbucci (1961)
- Torna a settembre (Come september), regia di Robert Mulligan (1961)
- Totò, Peppino e... la dolce vita, regia di Sergio Corbucci (1961)
- Vanina Vanini, regia di Roberto Rossellini (1961)
- Il mantenuto, regia di Ugo Tognazzi (1961)
- Colpo gobbo all'italiana, regia di Lucio Fulci (1962)
- I due colonnelli, regia di Steno (1962)
- I motorizzati, regia di Camillo Mastrocinque (1962)
- Lo smemorato di Collegno, regia di Sergio Corbucci (1962)
- Maciste contro lo sceicco, regia di Domenico Paolella (1962)
- Sodoma e Gomorra, regia di Robert Aldrich (1962)
- Totò diabolicus, regia di Steno (1962)
- Finché dura la tempesta, regia di Bruno Vailati (1963)
- Gli onorevoli, regia di Sergio Corbucci (1963)
- Il monaco di Monza, regia di Sergio Corbucci (1963)
- Totò sexy, regia di Mario Amendola (1963)
- Vino, whisky e acqua salata, regia di Mario Amendola (1963)
- Biblioteca di Studio Uno – varietà, episodio La primula rossa (1964)
- Due mafiosi nel Far West, regia di Giorgio Simonelli (1964)
- I due evasi di Sing Sing, regia di Lucio Fulci (1964)
- Il trionfo dei dieci gladiatori, regia di Nick Nostro (1964)
- Altissima pressione, regia di Enzo Trapani (1965)
- Colorado Charlie, regia di Roberto Mauri (1965)
- I due sergenti del generale Custer, regia di Giorgio Simonelli (1965)
- I figli del leopardo, regia di Sergio Corbucci (1965)
- Il gladiatore che sfidò l'impero, regia di Domenico Paolella (1965)
- La sfida dei giganti, regia di Maurizio Lucidi (1965)
- Caccia alla volpe, regia di Vittorio De Sica (1966)
- Io, io, io... e gli altri, regia di Alessandro Blasetti (1966)
- Per pochi dollari ancora, regia di Giorgio Ferroni (1966)
- Vacanze sulla neve, regia di Filippo Walter Ratti (1966)
- Arrriva Dorellik, regia di Steno (1967)
- Bang Bang Kid, regia di Giorgio Gentili (1967)
- Gli altri, gli altri... e noi, regia di Maurizio Arena (1967)
- Il magnifico texano, regia di Luigi Capuano (1967)
- La cintura di castità, regia di Pasquale Festa Campanile (1967)
- La feldmarescialla - Rita fugge... lui corre... egli scappa, regia di Steno (1967)
- L'indomabile Angelica, regia di Bernard Borderie (1967)
- Masquerade, regia di Joseph L. Mankiewicz (1967)
- Trappola per sette spie, regia di Mario Amendola (1967)
- Brutti di notte, regia di Giovanni Grimaldi (1968)
- ...e per tetto un cielo di stelle, regia di Giulio Petroni (1968)
- Il grande silenzio, regia di Sergio Corbucci (1968)
- Il pistolero segnato da Dio, regia di Jackson Calvin Padget (1968)
- Il ragazzo che sorride, regia di Aldo Grimaldi (1968)
- Se vuoi vivere... spara!, regia di Sergio Garrone (1968)
- Stuntman, regia di Marcello Baldi (1968)
- Tre passi nel delirio , regia di Federico Fellini, Louis Malle e Roger Vadim (1968)
- Un minuto per pregare, un istante per morire, regia di Franco Giraldi (1968) – non accreditato
- Una su 13 , regia di Nicolas Gessner e Luciano Lucignani (1969)
- Cinque figli di cane, regia di Alfio Caltabiano (1969)
- Agguato sul Bosforo, regia di Luigi Batzella (1969)
- Don Chisciotte e Sancio Panza, regia di Giovanni Grimaldi (1969)
- Ehi amico... c'è Sabata. Hai chiuso!, regia di Gianfranco Parolini (1969)
- Gli specialisti, regia di Sergio Corbucci (1969)
- I quattro del pater noster, regia di Ruggero Deodato (1969)
- La donna a una dimensione, regia di Bruno Baratti (1969)
- Zorro marchese di Navarra, regia di Franco Montemurro (1969)
- Le calde notti di Poppea, regia di Guido Malatesta (1969)
- Nel giorno del Signore, regia di Bruno Corbucci (1970)
- Satiricosissimo, regia di Mariano Laurenti (1970)
- Er più - Storia d'amore e di coltello, regia di Sergio Corbucci (1971)
- Mio padre monsignore, regia di Antonio Racioppi (1971)
- Quando gli uomini armarono la clava e... con le donne fecero din-don, regia di Bruno Corbucci (1971)
- Riuscirà l'avvocato Franco Benenato a sconfiggere il suo acerrimo nemico il pretore Ciccio De Ingras?, regia di Mino Guerrini (1971)
- Siamo tutti in libertà provvisoria, regia di Manlio Scarpelli (1971)
- Uomo avvisato mezzo ammazzato... parola di Spirito Santo, regia di Giuliano Carnimeo (1971)
- Boccaccio, regia di Bruno Corbucci (1972)
- Così sia, regia di Alfio Caltabiano (1972)
- Domani passo a salutare la tua vedova... parola di Epidemia, regia di Juan Bosch (1972)
- Il prode Anselmo e il suo scudiero, regia di Bruno Corbucci (1972)
- Lo chiameremo Andrea, regia di Vittorio De Sica (1972)
- Poppea... una prostituta al servizio dell'impero, regia di Alfonso Brescia (1972)
- Roma, regia di Federico Fellini (1972)
- Sollazzevoli storie di mogli gaudenti e mariti penitenti - Decameron nº 69, regia di Romano Gastaldi e Joe D'Amato (1972)
- Storia di fifa e di coltello - Er seguito der Più, regia di Mario Amendola (1972)
- Novelle licenziose di vergini vogliose , regia di Joe D'Amato (1973)
- Piedone lo sbirro, regia di Steno (1973)
- Polvere di stelle, regia di Alberto Sordi (1973)
- Vogliamo i colonnelli, regia di Mario Monicelli (1973)
- La rivolta delle gladiatrici, regia di Steve Carver, Joe D'Amato (1974)
- La polizia interviene: ordine di uccidere!, regia di Giuseppe Rosati (1975)
- Il conto è chiuso, regia di Stelvio Massi (1976)
- Novecento, regia di Bernardo Bertolucci (1976)
- Paura in città, regia di Giuseppe Rosati (1976)
- Squadra antifurto, regia di Bruno Corbucci (1976)
- Squadra antiscippo, regia di Bruno Corbucci (1976)
- La banda del gobbo, regia di Umberto Lenzi (1977)
- La banda del trucido, regia di Stelvio Massi (1977)
- Un borghese piccolo piccolo, regia di Mario Monicelli (1977)
- Poliziotto sprint, regia di Stelvio Massi (1977)
- Squadra antitruffa, regia di Bruno Corbucci (1977)
- Il figlio dello sceicco, regia di Bruno Corbucci (1978)
- Pari e dispari, regia di Sergio Corbucci (1978)
- Il vizietto , regia di Édouard Molinaro (1978)
- La liceale, il diavolo e l'acquasanta, regia di Nando Cicero (1979)
- La luna, regia di Bernardo Bertolucci (1979)
- Sexual Aberration (Sesso perverso), regia di Bruno Mattei (1979)
- Squadra antigangsters, regia di Bruno Corbucci (1979)
- Delitto a Porta Romana, regia di Bruno Corbucci (1980)
- La città delle donne, regia di Federico Fellini (1980)
- Piedone d'Egitto, regia di Steno (1980)
- Mi faccio la barca, regia di Sergio Corbucci (1980)
- Zucchero, miele e peperoncino, regia di Sergio Martino (1980)
- Uno contro l'altro, praticamente amici, regia di Bruno Corbucci (1981)
- Delitto al ristorante cinese, regia di Bruno Corbucci (1981)
- Il marchese del Grillo, regia di Mario Monicelli (1981)
- Delitto sull'autostrada, regia di Bruno Corbucci (1982)
- Dio li fa poi li accoppia, regia Steno (1982)
- La sai l'ultima sui matti?, regia di Mariano Laurenti (1982)
- Monsignore (Monsignor), regia di Frank Perry (1982)
- Pronto... Lucia, regia di Ciro Ippolito (1982)
- Vieni avanti cretino, regia di Luciano Salce (1982)
- Bomber, regia di Michele Lupo (1982)
- La casa stregata, regia di Bruno Corbucci (1982)
- Il conte Tacchia, regia di Sergio Corbucci (1982)
- Il diavolo e l'acquasanta, regia di Bruno Corbucci (1983)
- A tu per tu, regia di Sergio Corbucci (1984)
- Mi faccia causa, regia di Steno (1984)
- I soliti ignoti vent'anni dopo, regia di Amanzio Todini (1985)

## Doppiatori italiani
- Vinicio Sofia in Poveri milionari, Romolo e Remo, Squadra antiscippo, Squadra antifurto, Il figlio dello sceicco, Squadra antitruffa, La banda del trucido
- Luigi Pavese in Il corsaro della mezza luna, La ragazza sotto il lenzuolo
- Mario Milita in La banda del gobbo, I soliti ignoti vent'anni dopo
- Ferruccio Amendola in Novelle licenziose di vergini vogliose, Mi faccio la barca
- Elio Pandolfi in Il mio amico Jekyll (solo alcune sequenze)
- Carlo Romano in Un dollaro di fifa
- Giorgio Locuratolo in La liceale, il diavolo e l'acquasanta
- Antonio Guidi in Delitto a Porta Romana
- Sergio Fiorentini in Uno contro l'altro, praticamente amici
- Paolo Lombardi in La casa stregata